# Milton Klooster
Milton André Alfred Klooster (Vlaardingen, 26 november 1996) is een Nederlands voetballer die als links- en rechtsbuiten speelt. Hij is de tweelingbroer van Rodney Klooster.

## Carrière
Milton Klooster speelde in de jeugd van MSV '71, Excelsior Maassluis en Feyenoord. Hier vertrok hij in 2015, waarna hij anderhalf jaar in het jong elftal van N.E.C. speelde. In de winterstop van 2017 vertrok hij naar het Slowaakse AS Trenčín, waar hij samen met zijn broer Rodney speelde Hij maakte zijn debuut op 4 maart 2017, in de met 1-2 gewonnen uitwedstrijd tegen 1. FC Tatran Prešov. In het seizoen 2017/18 speelde hij op huurbasis voor Inter Bratislava dat uitkomt in de 2. Liga. In juni 2018 verliet hij AS Trenčín om terug te keren naar Nederland. Met oog op de hoge opleidingsvergoeding die betaaldvoetbalclubs zouden moeten betalen voor slechts 1 seizoen spelen, koos hij voorlopig voor FC Lisse in de Derde divisie zaterdag. Hier speelde hij één seizoen. Van 2019 tot 2020 speelde hij voor Excelsior Maassluis. Sinds 2021 speelt hij voor CSV Zwarte Pijl. 

### Statistieken
| Seizoen                        | Club                  | Land           | Competitie         | Competitie | Competitie | Beker | Beker | Internationaal | Internationaal | Totaal | Totaal |
| Seizoen                        | Club                  | Land           | Competitie         | Wed.       | Dlp.       | Wed.  | Dlp.  | Wed.           | Dlp.           | Wed.   | Dlp.   |
| ------------------------------ | --------------------- | -------------- | ------------------ | ---------- | ---------- | ----- | ----- | -------------- | -------------- | ------ | ------ |
| 2016/17                        | AS Trenčín            | Slowakije      | Fortuna Liga       | 6          | 0          | 1     | 0     | 0              | 0              | 7      | 0      |
| 2017/18                        | AS Trenčín            | Slowakije      | Fortuna Liga       | 0          | 0          | 0     | 0     | 1              | 0              | 1      | 0      |
| 2017/18                        | → FK Inter Bratislava | Slowakije      | 2. Liga            | 19         | 1          | 3     | 0     | –              | –              | 22     | 1      |
| 2018/19                        | FC Lisse              | Nederland      | Derde divisie zat. | 19         | 3          | 1     | 0     | –              | –              | 20     | 3      |
| 2019/20                        | Excelsior Maassluis   | Nederland      | Tweede divisie     | 18         | 0          | 1     | 0     | –              | –              | 19     | 0      |
| Carrièretotaal                 | Carrièretotaal        | Carrièretotaal | Carrièretotaal     | 53         | 4          | 6     | 0     | 1              | 0              | 60     | 4      |
| Bijgewerkt op 17 november 2019 |                       |                |                    |            |            |       |       |                |                |        |        |